# Frente Nacional de Redenção
Frente Nacional de Redenção foi uma aliança de grupos de oposição em Darfur, no Sudão. De acordo com a declaração de fundação, a aliança consiste no Movimento de Justiça e Igualdade (JEM), uma facção do Exército/Movimento de Libertação do Sudão e da Aliança Democrática Federal do Sudão. A Frente Nacional de Redenção se opõe ao Acordo de Paz de Darfur, assinado pela facção do Exército/Movimento de Libertação do Sudão liderada por Minni Minnawi e pelo governo sudanês em 5 de maio de 2006. O grupo foi formado no final de junho de 2006, após o Acordo de Abuja  e é liderado por Ahmed Diraige.
A Frente Nacional de Redenção representa uma parcela substancial das forças da oposição em Darfur. A União Africana, o governo sudanês e outros "parceiros" internacionais no Acordo de Paz de Darfur não reconhecem sua abstenção de assinar o acordo de paz como legítimo.